# John Ardito
Giovanni Gregorio Ardito, detto Buster (New York, 30 ottobre 1919 – New York, 31 dicembre 2006), è stato un mafioso statunitense, mafioso membro della famiglia Genovese dagli anni cinquanta fino alla morte, prima come soldato e poi come capodecina operante nel Bronx, New York.

## Biografia
Nato a New York nel 1919, Ardito si sposò con una donna di nome Fay Cerasi ed ebbe due figli, John e Annette. Ufficialmente era il proprietario di una macelleria nel Bronx. Divenuto uomo d'onore della famiglia Genovese all'inizio degli anni cinquanta, fu aggregato nel gruppo guidato da Michele Miranda, con il ruolo di soldato diventandone presto uno degli uomini di fiducia. Le attività illegali di Ardito comprendevano: estorsioni, prestiti ad usura e gioco d'azzardo. I suoi primi arresti erano stati per traffico di sostanze stupefacenti, e possesso di dollari falsi. Una successiva accusa ritenne che Ardito avesse ordinato il pestaggio di un suo debitore, che gli doveva 150.000 dollari, riducendolo in fin di vita.
Negli anni settanta divenne capodecina. Nel 1983 durante un'udienza del processo che vedeva imputato Gus Curcio, altro esponente della famiglia Genovese, lo stesso Curcio crollò a terra per un presunto attacco di cuore. Dalle intercettazioni che furono effettuate dall'FBI, venne fuori che a passare alcuni farmaci, per simulare un attacco cardiaco di Curcio, era stato proprio Ardito, per far ritardare il processo. Nel 1985 Ardito fu condannato per ostruzione alla giustizia, e fu scarcerato nel 1991.
Nel 2003 l'FBI, usando dispositivi elettronici per monitorare le attività di Ardito, registrò parecchi summit mafiosi in alcuni ristoranti del Bronx, tra il vecchio boss ed altri mafiosi. Ardito tuttavia, avendo scoperto le numerose cimici che lo spiavano, decise di cambiare i posti delle sue riunioni, e incominciò ad incontrarsi con i suoi affiliati in luoghi più sicuri come negozi e uffici medici. Nonostante tutte queste precauzioni, nel 2006 Ardito, Liborio Bellomo, ed altri membri della famiglia mafiosa vennero arrestati con l'accusa di associazione mafiosa e controllo di alcuni importanti sindacati come: il "Local 102 of the Bakery", il "Confectionery and Tobacco Workers Union", e il "Local 15 of the Internacional Union of Operating Engineers".
Il 25 dicembre 2006 fu rilasciato su cauzione dal carcere a causa delle sue cattive condizioni di salute, in attesa del processo, ma morì il 31 dicembre successivo.